# Lifesaving Medal
La Lifesaving Medal est une décoration civile et militaire des États-Unis d’Amérique.

## Généralités
La Lifesaving Medal fut instituée par une loi du Congrès américain en date du 20 juin 1874, puis plus tard autorisée par le Titre 14 du Code des États-Unis, section 500-501 (14 USC 500-501). Cette décoration est une des plus anciennes distinctions des forces armées américaines. À l’époque, les U.S. Coast Guard avaient pour autorité de tutelle le département du Trésor des États-Unis, et avaient donc pour nom la Department of Treasury Lifesaving Medal. Cette médaille n’a pas changée depuis sa conception à la fin du XIXe siècle.
La Lifesaving Medal peut être décernée à tout personnel de l’armée américaine ou à tout citoyen des États-Unis qui sauve ou qui tente de sauver une personne de la noyade, du naufrage ou de tout autre péril maritime. L’accomplissement d’un tel acte doit se faire dans les eaux territoriales américaines ou relevant d’une juridiction américaine, et les acteurs doivent être américains.

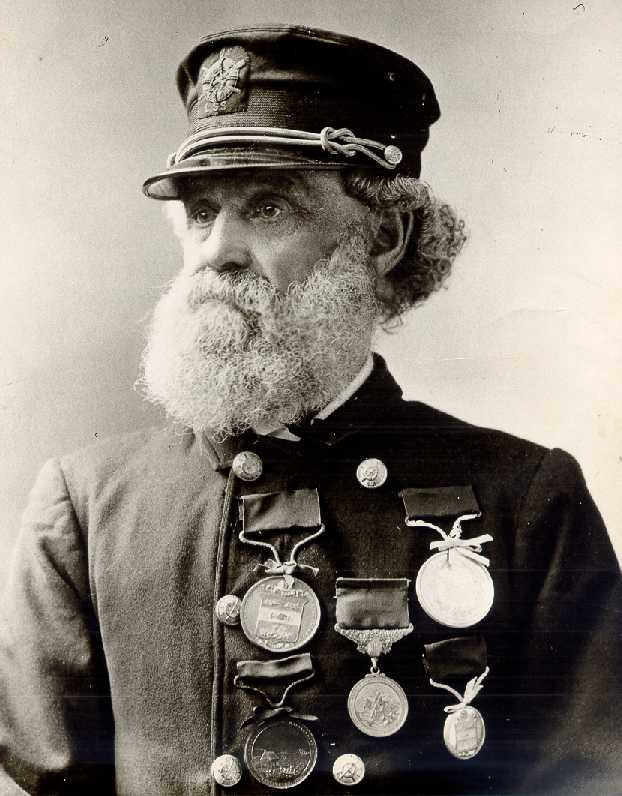
Le sauveteur Joshua James portant la Gold Lifesaving Medal parmi d'autres distinctions.

Cette distinction possède deux échelons, argent et or. La Gold Lifesaving Medal est attribuée à ceux qui ont risqué leur vie pour sauver d'autres. Pour toutes les autres opérations de sauvetage, le récipiendaire aura la Silver Lifesaving Medal.
Jusqu'au milieu du XXe siècle, la Lifesaving Medal était toujours attribuée à des membres de l’armée, même si ces dernières années[Quand ?] cette médaille a peu été décernée. Cela est dû à la création d’autres décorations militaires, considérées comme plus prestigieuses que la Lifesaving Medal. Ainsi, dans l’US Navy, on lui préférera la Navy and Marine Corps Medal pour une opération de sauvetage en mer impliquant la mise en péril de la vie du sauveteur.
L'US Coast Guard est l’autorité de tutelle de la Lifesaving Medal, et la décerne aux militaires de toutes les branches et aux civils. Ainsi, on peut compter parmi les récipiendaires de la Lifesaving Medal des gens comme Chester Nimitz et George S. Patton.
La Lifesaving Medal est par ailleurs unique parmi les autres décorations américaines, puisqu'elle est plaquée avec des métaux précieux (or ou argent selon le grade) alors que la plupart des autres distinctions sont faites de métaux peu onéreux.
Dans le cas d’attributions multiples, le récipiendaire le signale par la présence d’agrafes sur le ruban : les award stars et une agrafe (campaign clasp) portant le nom de la personne.

## Sources
- (en) Cet article est partiellement ou en totalité issu de l’article de Wikipédia en anglais intitulé « Lifesaving Medal » (voir la liste des auteurs).